# Henri de Tully
Jules-Henry de Bunel de Tully, dit Henry de Tully ou Henry, né à Paris le 29 avril 1798 (10 floréal an VI) et mort dans l'ancien 6e arrondissement de Paris le 15 mai 1846,, est un auteur dramatique et librettiste français.

## Biographie
Fils du lieutenant-colonel Pierre-Nicolas de Bunel, comte d'Ivry (1763-1824), il devient adjoint au commissaire du Roi à la Monnaie de Paris, membre de la Société lyrique et administrateur du Théâtre du Luxembourg. Le comte de Tully est le fondateur avec Théodore Ferdinand Vallou de Villeneuve du Théâtre Beaumarchais (1835). Rédacteur à La Psyché, on lui doit aussi des chansons.
En 1823, il épouse Alexandrine-Henriette d'Origny (1805-1844) dont il aura un fils Henry-Maxime-Ludovic en 1824. Il demeurait en l'Hotel de la Monnaie, quai Conti, où il meurt à l'âge de 48 ans.
Ses pièces, souvent signées de son seul prénom Henry ou du pseudonyme collectif Charles Henri furent représentées dans les plus célèbres théâtres parisiens du XIXe siècle (Théâtre du Palais-Royal, Théâtre de la Porte Saint-Antoine, Théâtre du Vaudeville etc.).

## Œuvres
- Les Dames Martin, ou le Mari, la Femme et la Veuve, comédie-vaudeville en 1 acte, avec Gabriel-Alexandre Belle, 1822
- L'Exilé, vaudeville en 2 actes, tiré des Puritains d'Écosse, de Walter Scott, avec Théodore Anne et Achille d'Artois, 1825
- Le Mari par intérim, comédie-vaudeville en 1 acte, avec Fulgence de Bury et Charles Nombret Saint-Laurent, 1827
- L'Orpheline et l'Héritière, comédie-vaudeville en 2 actes, avec Théodore Anne, 1827
- M. Rossignol, ou le Prétendu de province, folie-vaudeville en 1 acte, avec Félix-Auguste Duvert, 1828
- L'Humoriste, vaudeville en 1 acte, avec Fulgence de Bury et Charles Dupeuty, 1829
- Le Fils du colonel, drame en 1 acte, mêlé de couplets, 1831
- La Plus Belle Nuit de la vie, comédie-vaudeville en 1 acte, avec Desvergers et Varin, 1831
- Le Singe et l'Adjoint, folie-vaudeville en 1 acte, avec Duvert, 1833
- L'Amour et l'Homoeopathie, vaudeville en 2 actes, avec Adolphe Jadin et Alphonse Salin, 1836
- Le Chemin de fer de Saint-Germain, A-propos-vaudeville en 1 acte, avec Jean Pierre Charles Perrot de Renneville, 1837
- Zizine, ou l'École de déclamation, vaudeville en 1 acte, 1837
- Le Plus Court Chemin, comédie en 1 acte, mêlée de couplets, 1839
- Misère et Génie, drame en 1 acte, avec A. Desroziers, 1840
- La mère et l'enfant se portent bien, comédie-vaudeville en 1 acte, avec Alfred Desroziers et Dumanoir, 1841
- Les Fils de Télémaque, vaudeville en un acte, avec Jautard, 1844
- Les Fils de Télémaque, vaudeville en 1 acte, avec Armand-Numa Jautard, 1848
- Qu'est c'que ça me fait, ou tout est pour le mieux, comédie-vaudeville en 1 acte, 1867 (posthume)

## Distinctions
- Chevalier de la Légion d'Honneur à titre militaire (décret du 20 janvier 1837). Parrain : Georges Mouton de Lobau, Maréchal de France[3].